# Antonio Pellegrini (politico)
Antonio Pellegrini (Costantinopoli, 16 marzo 1843 – Sant'Ilario Ligure, 15 aprile 1905) è stato un politico italiano.

## Biografia
Era figlio di Didaco, anch'egli deputato e avvocato.
Laureato in giurisprudenza, avvocato. Venne eletto deputato del Regno d'Italia per la prima volta nel 1886, rimanendo in carica fino al 1890. Torno poi alla Camera dopo le elezioni del 1900, venendo confermato anche nel 1904. Morì da deputato in carica il 15 aprile 1905, all'età di 62 anni.